# Brämlav
Brämlav (Tuckermannopsis chlorophylla) är en lavart som först beskrevs av Carl Ludwig von Willdenow, och fick sitt nu gällande namn av Hale. Brämlav ingår i släktet Tuckermannopsis och familjen Parmeliaceae.  Arten är reproducerande i Sverige. Inga underarter finns listade i Catalogue of Life.